# Tecmessa
Tecmessa (en grec antic Τέκμησσα), va ser, segons la mitologia grega, una filla de Teleutant, rei de Frígia.
Àiax, el fill de Telamó, la va raptar i va fer-la captiva, quan va dirigir una expedició contra la seva ciutat. Tecmessa va compartir la vida de l'heroi durant la guerra de Troia, i li va donar un fill, Eurísaces.
Tecmessa té un paper important a la tragèdia de Sòfocles, Àiax, però no se l'anomena en altres tradicions. No se sap el seu destí després del suïcidi de l'heroi company seu.